# Liste der Naturdenkmale in Schwanheim (Pfalz)
Die Liste der Naturdenkmale in Schwanheim nennt die im Gemeindegebiet von Schwanheim ausgewiesenen Naturdenkmale (Stand 23. Mai 2024).

## Naturdenkmale
| Nr.         | Bezeichnung      | Lage                                                  | Beschreibung                                                                           | Bild                          |
| ----------- | ---------------- | ----------------------------------------------------- | -------------------------------------------------------------------------------------- | ----------------------------- |
| ND-7337-206 | Dimbergfelsen    | Gossersweiler, östlich des Ortes auf dem Dimberg Lage | langgestreckte Buntsandsteinfelsengruppe; teilweise zu Dimbach und Gossersweiler-Stein | mehr Fotos \| Fotos hochladen |
| ND-7340-237 | Hülsenbergfelsen | nördlich des Ortes; Abteilung Hülsenberg Lage         | Buntsandsteinfelsen; teilweise zu Hauenstein                                           | Fotos hochladen               |